# Nederlands slavernijverleden van A tot Z
Deze a-z-lijst bevat verwijzingen naar artikelen met betrekking tot het Nederlands slavernijverleden in Oost en West, waaronder de mensenhandel en uitbuiting ten tijde van de transatlantische slavenhandel en de slavenhandel bij de VOC.

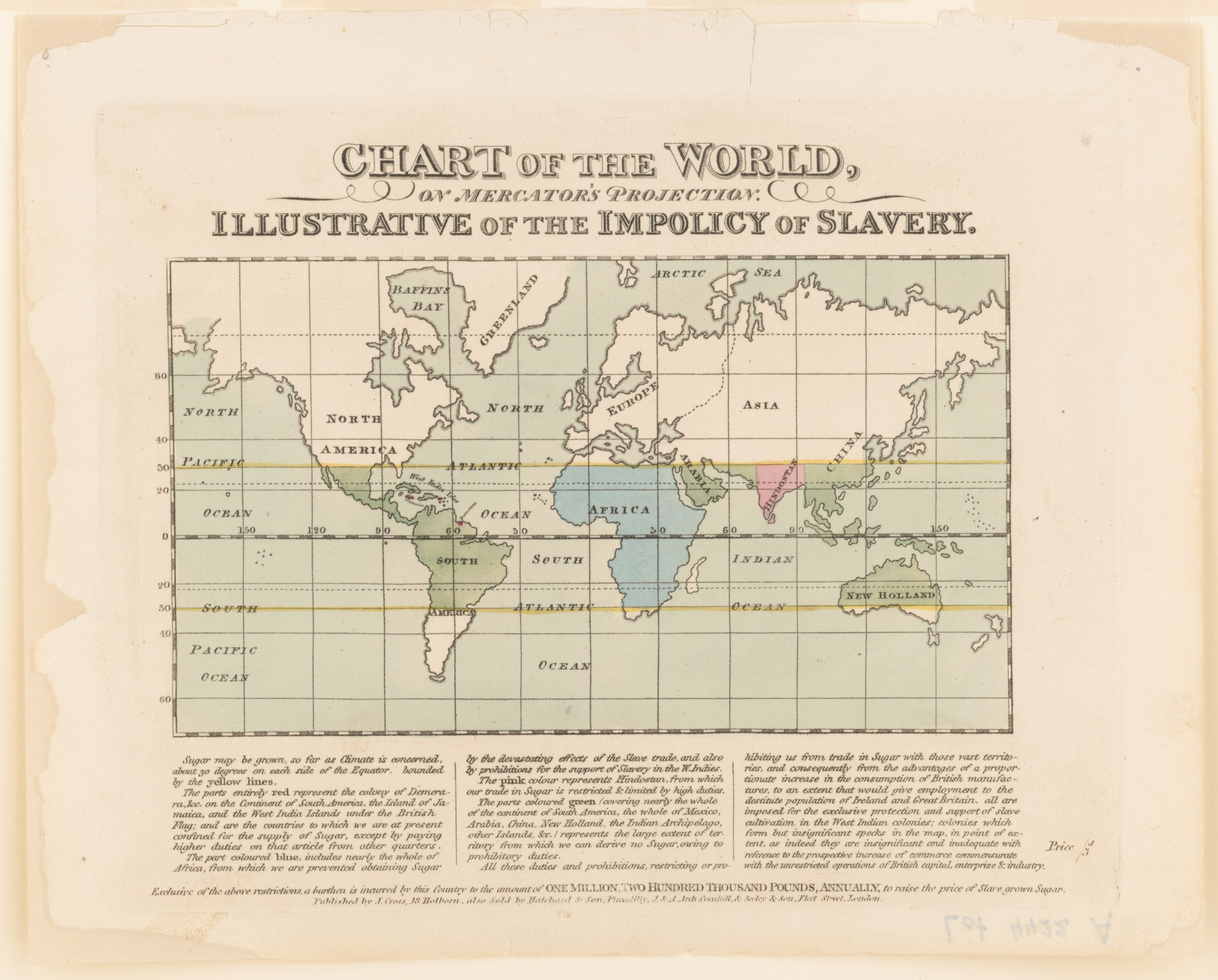
Slavernij wereldkaart

## A
ABC-eilanden · Abolitionisme · 
Monument 145 jaar afschaffing slavernij · 
Afrikaanse diaspora · 
Afro-Surinamers · Alabi · 
Amboina (VOC-gebied) · 
Anansi · Anansi's web · 
Apintie · 
Aquasi Boachi · 
Archief van de Middelburgsche Commercie Compagnie · 
Archieven van de Verenigde Oost-Indische Compagnie · 
Archieven van de West-Indische Compagnie · 
Ashanti (voormalig land) · 
Asiento · 
Aukaans · 
Aukaners

## B
Bakabusi Nengre · 
Banda-eilanden ·
Baron (vrijheidsstrijder) · 
Barryl Biekman · 
Bataafse Republiek · 
Batig slot ·
Benguela  · 
Adyáko Benti Basiton · 
Berbice · 
Berbice-Nederlands · 
Blankofficier ·
Cornelis Bicker · 
Boni (vrijheidsstrijder) · 
Johannes van den Bosch · 
Willem Bosman · 
Brandmerken van slaven · 
Brits-Nederlands verdrag ter wering van de slavenhandel

## C
Cabinda  · 
Jacobus Capitein · 
Hendrik Carloff · 
Cornelis Chastelein · 
Jan Pieterszoon Coen ·
Coenraadsburg ·  
Comité 30 juni-1 juli · 
Compensatiedossier · 
Contractarbeid · 
Coopstad en Rochussen · 
Cordon van Defensie .
Corps Vrije Mulatten en Neegers · 
Isaac Coymans · 
Creolen (Suriname) · 
Crevecoeur (fort) · 
Cuffy (persoon) · 
Cultuurstelsel · 
Curaçao · 
Curaçao en Onderhorigheden · 
Curaçaose slavenopstand van 1716 .
Curaçaose slavenopstand van 1750 .
Curaçaose slavenopstand van 1795

## D
Dag der Marrons · 
Virginia Dementricia · 
De Slavernij · 
Eduard Douwes Dekker · 
Frank Dragtenstein · 
Drapetomanie · 
Dresneger

## E
Elmina · 
Emancipatie · 
Emancipatiedag ·  
Emancipatiewet · 
Piet Emmer · 
Essequebo ·
Ethische politiek ·
Nederlandse excuses voor het koloniale verleden

## F
Karwan Fatah-Black ·
Fort Apollonia · 
Fort Batenstein ·  
Fort Boekoe · 
Fort Dorothea · 
Fort Goede Hoop (Goudkust) · 
Fort Lijdzaamheid (Ghana) · 
Fort Metalen Kruis · 
Fort Nassau (Goudkust) · 
Fort Oranje (Goudkust) · 
Fort Elmina · 
Fort Sint George (Ghana) · 
Louis Henri Fourgeoud · 
Jurriaan François de Friderici

## G
Galeislaaf ·
Virginie Gameren ·
Albert Geelvinck ·  
Geschiedenis van een neger · 
Geschiedenis van Nederlands-Guiana · 
Geschiedenis van de Nederlandse slavernij · 
Paulus Godin · 
Christina van Gogh · 
Gorée · 
Gouden Eeuw (Nederland) · 
Guillaume Groen van Prinsterer · 
Grotten van Hato

## H
Hamburg (plantage) · 
Heren XVII · 
Heren XIX · 
Herendienst · 
Hoe duur was de suiker (film) · 
Wolter Robert van Hoëvell · 
Dirk van Hogendorp · 
Wim Hoogbergen · 
Okke ten Hove · 
Huisslaaf · 
Jan Pieter Theodoor Huydecoper

## I
Internationale Koloniale en Uitvoerhandel Tentoonstelling (Amsterdam)

## J
Javaanse Surinamers · 
Jolicoeur (vrijheidsstrijder)

## K
Kaási · 
Kakera Akotie · 
Kamer van de WIC in Amsterdam ·
Kamer van de WIC in Groningen · 
Kamer van de WIC in het Noorderkwartier · 
Kamer van de WIC in Rotterdam · 
Kamer van de WIC van Zeeland ·
Kampung Tugu · 
Kapitein Broos · 
Ketikoti · 
Albert Kikkert · 
Kodjo · 
Kolonialisme · 
Kolonie (staatkundig) · 
Kolonie Curaçao · 
Kolonie Suriname · 
Kompa Nanzi · 
Koto (kleding) · 
Kroeshaar · 
Kunukuhuis · 
Kwakoe (standbeeld)

## L
Adriaan François Lammens ·
Landhuizen van Curaçao ·
Landsslaaf · 
’s-Lands Welvaren (Devil’s harwar) .
Leonsberg · 
Leusden (schip, 1719) · 
Levensboom, Monument van Besef ·
Lijst van directeuren van de Sociëteit van Suriname · 
Lijst van Nederlandse koloniën en handelsposten · 
Lijst van plantages in Suriname · 
Lijst van slavernijmonumenten in Nederland · 
Lijst van Surinaamse marrongroepen · 
Loango-Angolakust · 
Luanda 

## M
Maison des esclaves · 
Malenger · 
Manumissio · 
Mardijkers · 
Margarethenburg ·
Mariënburg (Suriname) · 
Marronage · 
Marrons van Suriname · 
Mauritshuis · 
Max Havelaar · 
Meermin (schip, 1759) · 
Mentor (slaaf) · 
Maria Sibylla Merian · 
Middelburgsche Commercie Compagnie · 
Middenpassage · 
Multatuli

## N
Nationaal instituut Nederlands slavernijverleden en erfenis · 
Nationaal monument slavernijverleden ·  
Ndyuka (taal) · 
Ndyuka (volk) · 
Stephanus Laurentius Neale · 
Nederlands-Brazilië · 
Nederlandse excuses voor het koloniale verleden · 
Nederlandse Gouden Eeuw · 
Nederlandse Goudkust  · 
Nederlands-Indië · 
Nederlandse koloniën · 
Neger · 
Negerjoden · 
Negerslaaf · 
Negroïde · 
Jan Nepveu · 
Ellen Neslo · 
Nieuwe Aanleg (plantage) · 
Njai

## O
Okanisi · 
Opstand op de Vigilante · 
Orang Blanda Itam ·
Oranjepad . 
Ouidah · 
Outalissi; a Tale of Dutch Guiana .
Ozewiezewoze

## P
Plantage · 
Plantagehuis (Curaçao) · 
Plantages in Suriname ·
Susanna du Plessis · 
Present (slaaf)

## Q
Quaco · 
Quassie van Timotibo

## R
Redi Musu · 
Reize naar Surinamen en door de binnenste gedeelten van Guiana · 
Republiek der Zeven Verenigde Nederlanden · 
Jan Jacob Rochussen

## S
Samosir (eiland) ·
Elisabeth Samson · 
San Sebastian (Goudkust) · 
Santo Antonio de Axim · 
Johan van Scharphuizen · 
Henderikus Christophorus Schetsberg · 
Schuldslavernij · 
Senegambia (17e eeuw) · 
Slaafgemaakte · 
Slavenborderel ·
Slavenhandel · 
Slavenhouder · 
Slavenhuisjes bij Witte Pan en Oranje Pan · 
Slavenkust · 
Slavennaam · 
Slavenopstand · 
Slavenopstand van Berbice · 
Slavenschip · 
Slavernij · 
Slavernij in Brazilië · 
Slavernijmonument (Middelburg) · 
Slavernijmonument (Rotterdam) ·
Slavernijmonument (Tilburg) ·
Sociëteit van Berbice · 
Sociëteit van Suriname · 
Spaanse bok · 
Henrico Staats · 
John Gabriël Stedman · 
Philip Samuel Stoelman · 
Suriname · 
Surinaamse klederdracht · 
Surinaamse slavenregisters · 
Asikan Sylvester

## T
Tabo Jansz · 
Tata Colin · 
Thico (slavenleider) · 
Tijdlijn van de Nederlandse geschiedenis · 
Toegoenezen · 
Trans-Atlantische driehoekshandel · 
Trans-Atlantische slavenhandel · 
Tula (verzetsstrijder)

## V
Abraham de Veer · 
Verdrag van Londen (1814) · 
Vereenigde Oostindische Compagnie · 
Vrede met de Saramaccaners in Suriname · 
Vredenburg (Ghana)

## W
Waterfort (Sint Eustatius) · 
Waterloo (plantage) · 
West-Indië · 
West-Indische Compagnie · 
West-Indisch Huis (Amsterdam) · 
West-Indisch Pakhuis · 
Willem Winkels · 
Nicolaas Simon van Winter · 
Winti · 
Wit privilege · 
Julien Wolbers

## Z
Zeeuws Slavernijmonument · 
Zoutwaterneger · 
Zwarten